# Anales de Bambú

Los Anales de bambú (en chino tradicional, 竹書紀年; pinyin, Zhúshū Jìnián), también llamados Anales Jizhong  (en chino tradicional, 汲冢紀年), es una crónica de la antigua China.
Comienza en los legendarios primeros tiempos (Emperador Amarillo) y se extiende hasta el periodo de los reinos combatientes (siglo V-221 a. C.), particularmente la historia del Estado Wei. Cuenta con 13 secciones.

## Texto original
El texto original fue enterrado con el rey Xiang Wei (muerto en el 296 a. C.) y redescubierto en el 281 d. C. (durante la dinastía Jin) en el descubrimiento de Jizhong. Por esta razón, el libro sobrevivió a la quema de los libros ordenada por el emperador Qin Shi Huang. Otros textos recobrados de la misma tumba incluyen Guo Yu, I Ching, y el Cuento de rey Mu.
Fue escrito en tiras de bambú, el material de escritura habitual para el periodo de los reinos combatientes y de esto se deriva el nombre del texto. Como la tumba estaba en el condado Ji (汲) en Henan, el libro también es conocido en chino como Las crónicas de la tumba de Ji (Jizhong Jinian 汲冢纪年; Jizhong guwen 汲冢古文 o Jizhong shu 汲冢书).
El manuscrito original de bambú se perdió durante la dinastía Song. El texto fue conocido a través de varias copias (la mayoría incompletas). A principios del siglo XX, Zhu Youceng y Wang Guowei, mediante el examen de las citas en obras previas a Song, recuperaron partes principales de la versión anterior. Hay otra versión nueva más detallada y completa, impresa en el siglo XIV, y ha sido descalificada por algunos estudiosos como una falsificación, mientras que otros lo consideran una versión auténtica en gran parte del texto original.
Los Anales de bambú son uno de los más importantes textos antiguos en China temprana, junto con otros como el Zuo Zhuan, Shujing y el posterior Shiji.

## Versión moderna
La nueva versión aparece entre finales de los años Yuan y Ming medio. No se ha considerado auténtico desde la dinastía Qing, entre otros, debido al hecho de que hay una fecha en los años del rey Zhou.Yao Zhenzong (姚振宗) propuso a Fan Qin (范钦) de la era Jiajing (嘉靖 1521-1566) como autor. Sin embargo, Lushi (路史•国名纪) Luo Mi (罗泌) contiene pasajes del Song del sur temprano, por lo que podría haber sido escrito antes. Algunos estudiosos, como Li Chen (陈力) de la Universidad de Sichuan y sinólogos estadounidenses creen que esta versión no se puede descartar a la ligera. Edward L. Shaughnessy, por ejemplo, sostiene que es esencialmente el texto descubierto es del siglo III, y que no estaba en dos registros en la tumba, y trata solo de los estados de Jin y Wei, uno de Xia, Shang y Zhou, en el que se mezclaron en las transcripciones.
D. Nivison, por su parte, considera que la parte que se extiende a partir del 1558-1554 al 771 a. C.. (Rey Cheng Tang de Shang al Rey You de Zhou) es auténtica.